# Доњи Присјан
Доњи Присјан је насеље у Србији у општини Власотинце у Јабланичком округу. Према попису из 2022. било је 110 становника. Према проценама у 2021. години село ће имати 122 становника.
Према незавничној подели село налази у котлини Заплање, конкретније горње Заплање.

## Демографија
У насељу Доњи Присјан живи 309 пунолетних становника, а просечна старост становништва износи 56,3 година (54,5 код мушкараца и 58,0 код жена). У насељу има 145 домаћинстава, а просечан број чланова по домаћинству је 2,28.
Ово насеље је великим делом насељено Србима (према попису из 2002. године), а у последња три пописа, примећен је пад у броју становника.
|  |

| Демографија | Демографија | Демографија |
| Година      | Становника  | Становника  |
| ----------- | ----------- | ----------- |
| 1948.       | 983         |             |
| 1953.       | 1.024       |             |
| 1961.       | 1.003       |             |
| 1971.       | 845         |             |
| 1981.       | 692         |             |
| 1991.       | 474         | 457         |
| 2002.       | 330         | 345         |
| 2011.       | 206         |             |
| 2022.       | 110         |             |

| Етнички састав према попису из 2002.‍ | Етнички састав према попису из 2002.‍ | Етнички састав према попису из 2002.‍ | Етнички састав према попису из 2002.‍ | Етнички састав према попису из 2002.‍ |
| ------------------------------------ | ------------------------------------ | ------------------------------------ | ------------------------------------ | ------------------------------------ |
|                                      |                                      |                                      |                                      |                                      |
| Срби                                 | Срби                                 |                                      | 299                                  | 90,60%                               |
| Роми                                 | Роми                                 |                                      | 26                                   | 7,87%                                |
| непознато                            | непознато                            |                                      | 1                                    | 0,30%                                |

| Година пописа     | 1948. | 1953. | 1961. | 1971. | 1981. | 1991. | 2002. |
| ----------------- | ----- | ----- | ----- | ----- | ----- | ----- | ----- |
| Број домаћинстава | 162   | 168   | 186   | 192   | 194   | 171   | 145   |

| Број чланова      | 1  | 2  | 3  | 4  | 5 | 6 | 7 | 8 | 9 | 10 и више | Просек |
| ----------------- | -- | -- | -- | -- | - | - | - | - | - | --------- | ------ |
| Број домаћинстава | 40 | 67 | 16 | 11 | 4 | 5 | 2 | 0 | 0 | 0         | 2,28   |

| Пол    | Укупно | Неожењен/Неудата | Ожењен/Удата | Удовац/Удовица | Разведен/Разведена | Непознато |
| ------ | ------ | ---------------- | ------------ | -------------- | ------------------ | --------- |
| Мушки  | 150    | 31               | 101          | 15             | 1                  | 2         |
| Женски | 159    | 10               | 106          | 41             | 2                  | 0         |
| УКУПНО | 309    | 41               | 207          | 56             | 3                  | 2         |

| Пол    | Укупно                    | Пољопривреда, лов и шумарство | Рибарство                            | Вађење руде и камена | Прерађивачка индустрија       |
| ------ | ------------------------- | ----------------------------- | ------------------------------------ | -------------------- | ----------------------------- |
| Мушки  | 55                        | 40                            | 0                                    | 0                    | 6                             |
| Женски | 30                        | 28                            | 0                                    | 0                    | 0                             |
| УКУПНО | 85                        | 68                            | 0                                    | 0                    | 6                             |
| Пол    | Производња и снабдевање   | Грађевинарство                | Трговина                             | Хотели и ресторани   | Саобраћај, складиштење и везе |
| Мушки  | 0                         | 3                             | 0                                    | 0                    | 0                             |
| Женски | 0                         | 0                             | 1                                    | 0                    | 0                             |
| УКУПНО | 0                         | 3                             | 1                                    | 0                    | 0                             |
| Пол    | Финансијско посредовање   | Некретнине                    | Државна управа и одбрана             | Образовање           | Здравствени и социјални рад   |
| Мушки  | 0                         | 0                             | 0                                    | 0                    | 0                             |
| Женски | 0                         | 1                             | 0                                    | 0                    | 0                             |
| УКУПНО | 0                         | 1                             | 0                                    | 0                    | 0                             |
| Пол    | Остале услужне активности | Приватна домаћинства          | Екстериторијалне организације и тела | Непознато            | Непознато                     |
| Мушки  | 2                         | 0                             | 0                                    | 4                    | 4                             |
| Женски | 0                         | 0                             | 0                                    | 0                    | 0                             |
| УКУПНО | 2                         | 0                             | 0                                    | 4                    | 4                             |

## Галерија
- Поглед на село и Суву Планину
- Кућа
- Кућа са двориштем
- Река Ропот
- Комаричка река